# Consiglio nordico dei ministri
Il Consiglio nordico dei ministri è l'organizzazione intergovernativa istituita dai Paesi nordici (Danimarca, Islanda, Norvegia, Svezia, Finlandia) e dai loro territori autonomi (Groenlandia, Isole Faroe e Åland) nel quadro della cooperazione nordica. Si tratta di un insieme di consigli che riuniscono i ministri di ciascun paese su un argomento specifico.
Il Consiglio nordico dei ministri è stato istituito nel 1971, dopo il fallimento del progetto NordEk, volto a creare nei paesi nordici un'istituzione simile alla Comunità economica europea.
Il Consiglio consiste, sullo stesso modello del Consiglio dei ministri dell'Unione europea, in riunioni periodiche organizzate tra i ministri omologhi di ciascun paese membro. L'organizzazione e lo svolgimento dei Consigli spetta in teoria ai rispettivi primi ministri di ciascuno Stato. In pratica, questa responsabilità è delegata ai ministri della cooperazione nordica. L'attività quotidiana del Consiglio è coordinata dal Segretariato del Consiglio nordico dei ministri.

## Storia
Alla fine della seconda guerra mondiale fu proposta l’idea di un’unione di difesa scandinava, ma nel 1949 i negoziati si conclusero senza successo. Successivamente, Islanda, Danimarca e Norvegia aderirono alla NATO, mentre la Svezia riaffermò la sua politica di neutralità. In seguito a questo fallimento, venne invece istituito nel 1952 il Consiglio nordico, formato da Islanda, Danimarca, Norvegia e Svezia. La Finlandia, per via del suo rapporto speciale con l'Unione Sovietica di Stalin, non aderirà al Consiglio fino al 1955, quando i rapporti si furono calmati con il nuovo capo dell'Unione Sovietica, Nikita Sergeevič Chruščëv. Negli anni '50 emersero i piani per un'unione doganale e un'area di libero scambio, ma alla fine Norvegia, Svezia e Danimarca scelsero di aderire all'Associazione europea di libero scambio nel 1960, seguite dalla Finlandia (come membro associato) nel 1961 e dall'Islanda nel 1970. Nel 1973 la Danimarca aderì alla Comunità economica europea (CEE). Nel corso degli anni '60, l'idea sembrava quella di far evolvere le istituzioni nordiche di cooperazione in un'organizzazione simile a quella della CEE. Un trattato, noto come il trattato di Helsinki, fu ratificato a Helsinki nel 1962. Tra il 1968 e il 1970 si tennero intense trattative su questo progetto denominato "NordEk", ma alla fine la Finlandia abbandonò il progetto a causa dei suoi rapporti con l'Unione Sovietica. Tuttavia, questo fallimento portò alla creazione di un nuovo progetto, il Consiglio nordico dei ministri.
Con la fine della guerra fredda, all'inizio degli anni '90, i paesi baltici (Estonia, Lettonia e Lituania) ottennero l'indipendenza. Il Consiglio nordico dei ministri ha poi istituito uffici in questi paesi.

## Funzionamento

### Coordinamento generale
Il trattato di Helsinki, firmato nel 1962 tra i cinque paesi nordici, funge da quadro per la cooperazione all'interno del Consiglio nordico e del Consiglio nordico dei ministri.
La presidenza del Consiglio nordico dei ministri è esercitata a turno dai cinque paesi nordici per un periodo di 1 anno, nell'ordine Danimarca - Finlandia - Norvegia - Svezia - Islanda.
Il Consiglio nordico dei ministri è l'istituzione ufficiale per la cooperazione intergovernativa nella regione nordica. Il coordinamento complessivo della cooperazione è in teoria assicurato dai Primi ministri, ma in pratica è delegato ai Ministri della Cooperazione nordica, funzione presente negli otto governi.
L'operazione quotidiana è svolta dal Segretariato del Consiglio nordico dei ministri. Il segretariato è responsabile dei lavori preparatori delle riunioni dei consigli dei ministri e delle commissioni degli alti funzionari, nonché dell'attuazione delle decisioni.

### Consigli specifici
Il Consiglio nordico dei ministri è in realtà composto da undici consigli, ciascuno incentrato su un tema particolare, per i quali i ministri omologhi delle varie nazioni si riuniscono due volte l'anno. Le decisioni vengono prese all'unanimità, a seguito di un lavoro preparato in anticipo dal segretariato.
Gli undici consigli sono :
- Consiglio nordico dei ministri del lavoro (MR-A);[10]
- Consiglio nordico dei ministri dell'Economia, dell'energia e della politica regionale (MR-NER);[10]
- Consiglio nordico dei ministri per la pesca e l'acquacoltura, l'agricoltura, l'alimentazione e le foreste (MR-FJLS);[10]
- Consiglio nordico dei ministri per l'uguaglianza di genere (MR-JÄM);[10]
- Consiglio nordico dei ministri della cultura (MR-K);[10]
- Consiglio nordico dei ministri per gli affari legislativi (MR-LAR);[10]
- Consiglio nordico dei ministri dell'ambiente (MR-M);[10]
- Consiglio nordico dei ministri della sanità e degli affari sociali (MR-S);[10]
- Consiglio nordico dei ministri per l'istruzione e la ricerca (MR-U);[10]
- Consiglio nordico dei ministri delle finanze (MR-FINANS);[10]
- Consiglio nordico dei ministri per il digitale (MR-DIGITAL).[10]  La decisione di aggiungerlo è stata presa nel giugno 2017.[10]